# Playa de Esteiro (Ribadeo)
La playa de Esteiro está situada en el municipio de Ribadeo (parroquia de A Devesa), en la costa de la provincia de Lugo (Galicia, España), sobre el mar Cantábrico.

## Descripción
Está situada en la ensenada de Cadramón, entre la playa de Las Catedrales y la playa de As Illas. Bañada por las aguas del mar con un oleaje moderado, su arena es blanca y fina. Su perímetro está sin urbanizar, con praderas en las inmediaciones.
Es recomendable para los más pequeños, ya que en bajamar se forma una pequeña laguna donde se puede disfrutar del baño sin peligro.
Esta playa, junto con las de San Miguel de Reinante (Barreiros), As Catedrais, As Illas, Os Castros, Areosa y Olga (todas de Ribadeo), conforma el lugar de importancia comunitaria ''das Catedrais'', espacio natural protegido y catalogado como Red Natura 2000.
La playa dispone de pocos aparcamientos a menos de 500 m. Carece de duchas, pero las hay en las inmediaciones. En época estival cuenta con servicios de limpieza, vigilancia y señalización. Estos servicios se reducen hasta casi desaparecer durante el invierno.

## Accesos
Desde Ribadeo, se accede por la carretera N-634 en dirección a Lugo, hasta un desvío señalizado a la derecha, que conduce hasta la playa.